# Mecanismo de Roberts

Mecanismo de Roberts

El mecanismo de Roberts es un mecanismo de cuatro barras que convierte un movimiento de rotación para aproximarlo a un movimiento rectilíneo. Su denominación se debe al ingeniero, inventor y constructor de máquinas herramienta británico Richard Roberts (1789–1864).
En el ejemplo del gráfico animado se puede apreciar que la parte rectilínea del movimiento ocupa prácticamente la totalidad del espacio comprendido entre los dos puntos de apoyo.
La relación entre las longitudes de las barras es la siguiente:
L1 = L3 = L4 

L2 = L1 / 2
El triángulo es isósceles, siendo el resto de las barras (excepto L2, que mide la mitad que las demás) de igual longitud.

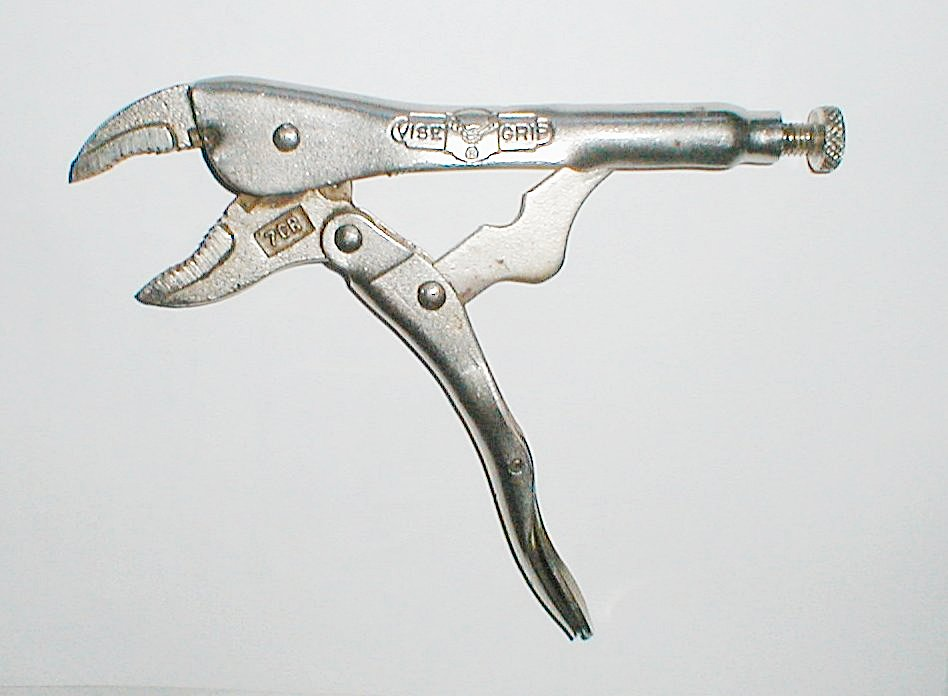
Alicates de presión

El diseño de algunos modelos de alicates o de llaves de paso ajustable está basado en el principio del mecanismo de Roberts.